# Sarrogna
Sarrogna é uma comuna francesa na região administrativa de Borgonha-Franco-Condado, no departamento de Jura. Estende-se por uma área de 19,87 km². Em 2010 a comuna tinha 236 habitantes (densidade: 11,9 hab./km²).